# 우키요
우키요(일본어: うきよ, 浮世)는 일본 에도 시대의 예술 용어이다.

## 역사
당시 서구 유럽에까지 대 유행하였던 일본의 회화양식인 우키요에(浮世絵)로 잘 알려진 이 용어는 덴나(天和) 연간(1681-1684)에 비로소 정착하기 시작한 새로운 예술 용어이다. 바로 이 무렵 이하라 사이카쿠(井原西鶴, 1642-1693)에 의해 우키요조시(浮世草子)라는 새로운 소설 형식이 시작되었고, 그와 나란히 우키요의 그림이 유행하기 시작했다.

## 의미
우키요라는 단어는 그보다 앞선 시대까지는 일반적으로 '근심스러운 세상(憂世)'이라는 뜻으로 쓰였다. 일본 중세 이전의 염세적인 인생관에 따르면, 서방 정토에서 성불할 수 있는 내세와는 달리 현세는 꺼리고 멀리해야 할 근심스럽고 걱정스러운 세상으로 여겨졌다. 이것이 근세에 이르러 '잠시 동안만 머물 현세라면 조금 들뜬 기분으로 마음 편히 살자'라는 사고 방식으로 바뀌면서 '우키요(憂世)'는 보다 긍정적인 뉘앙스의 '우키요(浮世)'라는 말로 바뀌게 되었다. 그리고 현재의 세태와 풍속을 긍정적으로 평가하여 '현재 양식' 또는 '당세풍(當世風)'이라는 의미도 겸하게 되었다.

### 우키요에(浮世絵)와의 관계
이처럼 피안의 이상보다는 차안의 현실에 맞추고, 또 과거나 미래보다는 지금 당장의 당세풍을 추구하는 '우키요' 사상의 회화적 표현이 바로 우키요에의 가장 본질적인 자세이다. 따라서 모든 우키요에 화가들은 항상 시대를 앞서가는 첨단의 풍속과 유행하는 화제에 관해 왕성한 호기심을 보이며 그에 대해 민감하게 반응했다. 또 그들은 표현 방법의 측면에서 새롭고 신선한 멋을 생각해 내거나 새로운 묘법을 적극 시도하는 등 과거의 화풍과 의식적으로 결별하는 경향을 가지게 된다.